# Handball-Weltmeisterschaft der Frauen 2007
Die 18. Handball-Weltmeisterschaft der Frauen wurde vom 2. bis 16. Dezember 2007 in Frankreich ausgetragen. Insgesamt traten 24 Mannschaften in Vorrunde und Hauptrunde in Gruppen gegeneinander an. Danach folgten die Finalrunde mit Viertelfinale, Halbfinale und Finale sowie Platzierungsspiele um die restlichen Plätze.
Die Weltmeisterschaft wurde in insgesamt elf Städten ausgetragen. Die K.-o.-Spiele fanden im Palais Omnisports in Paris-Bercy statt.
Weltmeister wurde die Mannschaft Russlands durch einen 29:24-Sieg im Endspiel gegen Norwegen.

## Spielorte
| Stadt        | Halle                                  | Kapazität | Spiele          |
| ------------ | -------------------------------------- | --------- | --------------- |
| Paris        | Palais Omnisports de Paris-Bercy       | 17000     | Finalrunde      |
| Pau          | Palais des Sports de Pau               | 6500      | Vorrunde        |
| Lyon         | Palais des sports de Gerland           | 5100      | Vorrunde        |
| Metz         | Les Arènes                             | 4300      | Hauptrunde      |
| Nantes       | Palais des sports de Beaulieu          | 4460      | Vorrunde        |
| Toulon       | Palais des sports                      | 4200      | Vorrunde        |
| Nîmes        | Le Parnasse                            | 3400      | Vorrunde        |
| Dijon        | Palais des sports Jean-Michel Geoffroy | 3300      | Hauptrunde      |
| Beauvais     | L’Elispace                             | 2800      | President’s Cup |
| Saint-Brieuc | Salle Steredenn                        | 2400      | Vorrunde        |
| Plaisir      | Palais des sports Pierre de Coubertin  | 1260      | President’s Cup |

| Europa (12 Teilnehmer)                               | Europa (12 Teilnehmer)     | Europa (12 Teilnehmer)     |
| ---------------------------------------------------- | -------------------------- | -------------------------- |
| Frankreich                                           | Gastgeber                  | Gastgeber                  |
| Russland                                             | Titelverteidiger           | Titelverteidiger           |
| Deutschland                                          | Qualifiziert durch EM 2006 | Qualifiziert durch EM 2006 |
| Ungarn                                               | Qualifiziert durch EM 2006 | Qualifiziert durch EM 2006 |
| Norwegen                                             | Qualifiziert durch EM 2006 | Qualifiziert durch EM 2006 |
| Play-offs (sieben Plätze) 2./3. und 9./10. Juni 2007 |                            |                            |
| Niederlande                                          | 24:27, 25:28               | Kroatien                   |
| Spanien                                              | 33:25, 27:29               | Türkei                     |
| Schweden                                             | 16:25, 24:24               | Rumänien                   |
| Polen                                                | 27:23, 27:29               | Serbien                    |
| Slowenien                                            | 26:27, 24:28               | Österreich                 |
| Mazedonien                                           | 26:21, 21:25               | Belarus                    |
| Dänemark                                             | 30:30, 24:28               | Ukraine                    |

| Asien (4 Teilnehmer)      | Asien (4 Teilnehmer)                              |
| ------------------------- | ------------------------------------------------- |
| Volksrepublik China       | Qualifiziert durch Asienmeisterschaft 2006        |
| Japan                     | Qualifiziert durch Asienmeisterschaft 2006        |
| Kasachstan                | Qualifiziert durch Asienmeisterschaft 2006        |
| Südkorea                  | Qualifiziert durch Asienmeisterschaft 2006        |
| Panamerika (4 Teilnehmer) |                                                   |
| Brasilien                 | Qualifiziert durch Panamerikameisterschaft 2007   |
| Dominikanische Republik   | Qualifiziert durch Panamerikameisterschaft 2007   |
| Argentinien               | Qualifiziert durch Panamerikameisterschaft 2007   |
| Paraguay                  | Qualifiziert durch Panamerikameisterschaft 2007   |
| Afrika (3 Teilnehmer)     |                                                   |
| Angola                    | Qualifiziert durch Afrikameisterschaft            |
| Republik Kongo            | Qualifiziert durch Afrikameisterschaft            |
| Tunesien                  | Qualifiziert durch Afrikameisterschaft            |
| Ozeanien (1 Teilnehmer)   |                                                   |
| Australien                | Qualifiziert durch Ozeanien-Qualifikationsturnier |

## Vorrunde

### Gruppe A
Die Spiele der Gruppe A fanden in Pau statt.
| Pl. | Land        | Tore  | Punkte |
| --- | ----------- | ----- | ------ |
| 1   | Frankreich  | 96:58 | 6:0    |
| 2   | Kroatien    | 96:71 | 4:2    |
| 3   | Kasachstan  | 71:88 | 2:4    |
| 4   | Argentinien | 52:98 | 0:6    |

### Gruppe B
Gruppe B trug ihre Spiele in Saint-Brieuc aus.
| Pl. | Land       | Tore   | Punkte |
| --- | ---------- | ------ | ------ |
| 1   | Russland   | 98:60  | 5:1    |
| 2   | Mazedonien | 78:62  | 4:2    |
| 3   | Brasilien  | 89:66  | 3:3    |
| 4   | Australien | 29:106 | 0:6    |

### Gruppe C
Lyon war Austragungsort der Spiele der Gruppe C.
| Pl. | Land                    | Tore    | Punkte |
| --- | ----------------------- | ------- | ------ |
| 1   | Norwegen                | 107:065 | 6:0    |
| 2   | Angola                  | 100:074 | 4:2    |
| 3   | Österreich              | 074:085 | 2:4    |
| 4   | Dominikanische Republik | 058:115 | 0:6    |

### Gruppe D
Alle Spiele der Gruppe D fanden in Toulon statt.
| Pl. | Land     | Tore   | Punkte |
| --- | -------- | ------ | ------ |
| 1   | Rumänien | 108:83 | 6:0    |
| 2   | Polen    | 089:81 | 4:2    |
| 3   | Tunesien | 074:95 | 2:4    |
| 4   | China    | 076:88 | 0:6    |

### Gruppe E
Spielort der Gruppe E war Nîmes.
| Pl. | Land    | Tore   | Punkte |
| --- | ------- | ------ | ------ |
| 1   | Ungarn  | 94:077 | 5:1    |
| 2   | Spanien | 91:079 | 5:1    |
| 3   | Kongo   | 76:090 | 2:4    |
| 4   | Japan   | 88:103 | 0:6    |

### Gruppe F
Die Spiele der Gruppe F wurden in Nantes ausgetragen.
| Pl. | Land        | Tore    | Punkte |
| --- | ----------- | ------- | ------ |
| 1   | Deutschland | 103:059 | 6:0    |
| 2   | Südkorea    | 102:069 | 4:2    |
| 3   | Ukraine     | 089:069 | 2:4    |
| 4   | Paraguay    | 041:138 | 0:6    |

## President’s Cup
Ähnlich wie bei der Handball-Weltmeisterschaft der Herren 2007 spielten die Länder, die es nicht in die Hauptrunde schafften, um den President’s Cup. Die Spiele fanden in Beauvais und Plaisir statt. Die Gruppendritten der Vorrunde spielten in den Gruppen I und II um die Plätze 13 bis 18, die Vorrundenvierten in den Gruppen III und IV um die Plätze 19 bis 24.

### Gruppe I
| Pl. | Land       | Tore  | Punkte |
| --- | ---------- | ----- | ------ |
| 1   | Brasilien  | 74:38 | 4:0    |
| 2   | Österreich | 44:58 | 2:2    |
| 3   | Kasachstan | 39:61 | 0:4    |

### Gruppe II
| Pl. | Land     | Tore  | Punkte |
| --- | -------- | ----- | ------ |
| 1   | Ukraine  | 62:54 | 4:0    |
| 2   | Tunesien | 50:47 | 2:2    |
| 3   | Kongo    | 44:55 | 0:4    |

### Platzierungsspiele 13–18
| Platz 17/18 | 09. Dezember 2007, 12:00 Uhr | Kasachstan | – Kongo    | 26:27 n. V. (21:21, 11:10) |
| Platz 15/16 | 09. Dezember 2007, 14:30 Uhr | Österreich | – Tunesien | 23:30 (10:15)              |
| Platz 13/14 | 09. Dezember 2007, 17:00 Uhr | Brasilien  | – Ukraine  | 21:24 (8:11)               |

### Gruppe III
| Pl. | Land                    | Tore  | Punkte |
| --- | ----------------------- | ----- | ------ |
| 1   | Argentinien             | 52:29 | 4:0    |
| 2   | Dominikanische Republik | 46:35 | 2:2    |
| 3   | Australien              | 23:57 | 0:4    |

### Gruppe IV
| Pl. | Land     | Tore  | Punkte |
| --- | -------- | ----- | ------ |
| 1   | Japan    | 66:30 | 4:0    |
| 2   | China    | 45:44 | 2:2    |
| 3   | Paraguay | 22:59 | 0:4    |

### Platzierungsspiele 19–24
| Platz 23/24 | 09. Dezember 2007, 12:00 Uhr | Australien    | – Paraguay | 14:16 (8:9)   |
| Platz 21/22 | 09. Dezember 2007, 14:30 Uhr | Dominik. Rep. | – China    | 16:35 (11:17) |
| Platz 19/20 | 09. Dezember 2007, 17:00 Uhr | Argentinien   | – Japan    | 20:31 (10:19) |

## Hauptrunde

### Gruppe M I
Die Spiele der Gruppe M I fanden in Metz statt.
| Pl. | Land       | Tore    | Punkte |
| --- | ---------- | ------- | ------ |
| 1   | Norwegen   | 147:124 | 8:2    |
| 2   | Russland   | 149:116 | 8:2    |
| 3   | Angola     | 149:152 | 6:4    |
| 4   | Frankreich | 130:133 | 6:4    |
| 5   | Kroatien   | 137:156 | 1:9    |
| 6   | Mazedonien | 121:152 | 1:9    |

### Gruppe M II
Die Spiele der Gruppe M II fanden in Dijon statt.
| Pl. | Land        | Tore    | Punkte |
| --- | ----------- | ------- | ------ |
| 1   | Rumänien    | 164:137 | 8:2    |
| 2   | Deutschland | 151:145 | 7:3    |
| 3   | Ungarn      | 144:144 | 6:4    |
| 4   | Südkorea    | 147:150 | 4:6    |
| 5   | Spanien     | 127:144 | 3:7    |
| 6   | Polen       | 154:167 | 2:8    |

### Platzierungsspiele 9–12
| Platz 11/12 | 14. Dezember 2007, 18:15 Uhr | Mazedonien | – Polen   | 31:33 (17:14) |
| Platz 9/10  | 14. Dezember 2007, 20:45 Uhr | Kroatien   | – Spanien | 30:25 (18:9)  |

## Endrunde um die Plätze 1–8

### Platzierungsspiele 5–8
Die Platzierungsspiele fanden in Paris statt.
|  | 5.–8. Platz                  | 5.–8. Platz                  |                              |         | 5./6. Platz                  | 5./6. Platz                  |
|  |                              |                              |                              |         |                              |                              |
|  | Südkorea                     | 41 (23)                      |                              |         |                              |                              |
|  | Angola                       | 33 (12)                      |                              |         |                              |                              |
|  | 15. Dezember 2007, 10:00 Uhr |                              |                              |         |                              |                              |
|  |                              |                              | 16. Dezember 2007, 11:30 Uhr |         |                              |                              |
|  | Südkorea                     | 25 (13)                      |                              |         |                              |                              |
|  |                              | Frankreich                   | 26 (12)                      |         |                              |                              |
|  |                              |                              |                              |         |                              |                              |
|  | 7./8. Platz                  |                              |                              |         |                              |                              |
|  | 15. Dezember 2007, 12:30 Uhr | 15. Dezember 2007, 12:30 Uhr | Angola                       | 37 (17) |                              |                              |
|  | Frankreich                   | 32 (16)                      | Ungarn                       | 36 (20) |                              |                              |
|  | Ungarn                       | 27 (15)                      |                              |         | 16. Dezember 2007, 09:00 Uhr | 16. Dezember 2007, 09:00 Uhr |

### Finalrunde
Die Spiele der Finalrunde fanden in Paris statt.
|  | Viertelfinale                | Viertelfinale                |                              |                              | Halbfinale                   | Halbfinale |  |  | Finale                       | Finale                       |
|  |                              |                              |                              |                              |                              |            |  |  |                              |                              |
|  | 13. Dezember 2007, 18:00 Uhr |                              |                              |                              |                              |            |  |  |                              |                              |
|  | Norwegen                     | 35 (16)                      |                              |                              |                              |            |  |  |                              |                              |
|  | Norwegen                     | 35 (16)                      | 15. Dezember 2007, 17:30 Uhr |                              |                              |            |  |  |                              |                              |
|  | Südkorea                     | 24 (12)                      |                              |                              |                              |            |  |  |                              |                              |
|  | Südkorea                     | 24 (12)                      | Norwegen                     | 33 (19)                      |                              |            |  |  |                              |                              |
|  |                              |                              | Norwegen                     | 33 (19)                      |                              |            |  |  |                              |                              |
|  |                              | Deutschland                  | 30 (16)                      |                              |                              |            |  |  |                              |                              |
|  | Angola                       | Deutschland                  | 30 (16)                      | 33 (14)                      |                              |            |  |  |                              |                              |
|  | Angola                       |                              |                              | 33 (14)                      |                              |            |  |  |                              |                              |
|  | Deutschland                  | 36 (18)                      |                              | 16. Dezember 2007, 16:30 Uhr | 16. Dezember 2007, 16:30 Uhr |            |  |  |                              |                              |
|  | 13. Dezember 2007, 13:00 Uhr | 13. Dezember 2007, 13:00 Uhr | Norwegen                     | 24 (12)                      |                              |            |  |  |                              |                              |
|  | 13. Dezember 2007, 20:30 Uhr | 13. Dezember 2007, 20:30 Uhr |                              | Russland                     | 29 (16)                      |            |  |  |                              |                              |
|  | Rumänien n.2V.               | 34 (27/24/8)                 |                              |                              |                              |            |  |  |                              |                              |
|  | Frankreich                   | 31 (27/24/14)                |                              |                              |                              |            |  |  |                              |                              |
|  | Frankreich                   | 31 (27/24/14)                | Rumänien                     | 20 (8)                       |                              |            |  |  |                              |                              |
|  |                              |                              | Rumänien                     | 20 (8)                       | Spiel um Platz 3             |            |  |  |                              |                              |
|  |                              | Russland                     | 30 (17)                      |                              |                              |            |  |  |                              |                              |
|  | Ungarn                       | Russland                     | 30 (17)                      | 35 (22)                      | Rumänien                     | 35 (32/18) |  |  |                              |                              |
|  | Ungarn                       | 15. Dezember 2007, 15:00 Uhr |                              | 35 (22)                      | Rumänien                     | 35 (32/18) |  |  |                              |                              |
|  | Russland                     | 36 (20)                      |                              | Deutschland n. V.            | 36 (32/11)                   |            |  |  |                              |                              |
|  | Russland                     | 36 (20)                      |                              |                              | 36 (32/11)                   |            |  |  |                              |                              |
|  | 13. Dezember 2007, 15:30 Uhr | 13. Dezember 2007, 15:30 Uhr |                              |                              |                              |            |  |  | 16. Dezember 2007, 14:00 Uhr | 16. Dezember 2007, 14:00 Uhr |

### Finale
| Paarung        | Norwegen – Russland |
| Ergebnis       | 24:29 (12:16) |
| Datum          | 16. Dezember 2007 |
| Stadion        | Palais Omnisports de Paris-Bercy |
| Schiedsrichter | Gilles Bord, Olivier Buy |
| Norwegen       | Terese Pedersen, Katrine Lunde Haraldsen – Anette Hovind Johansen (1), Katja Nyberg (1), Ragnhild Aamodt (3), Gøril Snorroeggen (1), Else-Marthe Sørlie Lybekk (3), Tonje Nøstvold, Karoline Dyhre Breivang (2), Gro Hammerseng (5/1), Kari Mette Johansen (4), Marit Malm Frafjord (2), Linn-Kristin Riegelhuth Koren, Vigdis Hårsaker (2/1) |
| Russland       | Inna Suslina, Marija Sidorowa – Polina Wjachirewa (1), Irina Poltorazkaja (2), Oxana Romenskaja (1), Ljudmila Postnowa (4), Anna Karejewa (6), Jekaterina Andrjuschina (2), Jana Uskowa (3), Jelena Poljonowa (6/4), Emilija Turei (3), Olga Lewina (1), Nadeschda Murawjowa, Jelena Dmitrijewa                                               |
| Gelbe Karten   | Katja Nyberg (1), Else-Marthe Sørlie Lybekk (1), Ljudmila Postnowa (1), Emilija Turei (1), Nadeschda Murawjowa (1) |
| 2 Strafminuten | Katja Nyberg (1), Karoline Dyhre Breivang (1), Polina Wjachirewa (1), Oxana Romenskaja (1), Jekaterina Andrjuschina (1), Emilija Turei (1), Nadeschda Murawjowa (2), Jelena Dmitrijewa (1) |
| Rote Karten    | keine |

## Platzierungen
| Rang | Nation      | Tore      | Diff  | Punkte  |
| ---- | ----------- | --------- | ----- | ------- |
| 1.   | Russland    | 315 : 233 | + 082 | 17 : 03 |
| 2.   | Norwegen    | 314 : 246 | + 068 | 16 : 04 |
| 3.   | Deutschland | 324 : 279 | + 045 | 15 : 05 |
| 4.   | Rumänien    | 323 : 262 | + 061 | 14 : 06 |
| 5.   | Frankreich  | 287 : 251 | + 036 | 14 : 06 |
| 6.   | Südkorea    | 313 : 281 | + 032 | 10 : 10 |
| 7.   | Angola      | 326 : 307 | + 019 | 12 : 08 |
| 8.   | Ungarn      | 310 : 300 | + 010 | 10 : 10 |
| 9.   | Kroatien    | 237 : 224 | + 013 | 07 : 09 |
| 10.  | Spanien     | 217 : 227 | − 010 | 07 : 09 |
| 11.  | Polen       | 243 : 241 | + 02  | 08 : 08 |
| 12.  | Mazedonien  | 208 : 225 | − 017 | 05 : 11 |

| Rang | Nation            | Tore      | Diff  | Punkte  |
| ---- | ----------------- | --------- | ----- | ------- |
| 13.  | Ukraine           | 175 : 144 | + 031 | 08 : 04 |
| 14.  | Brasilien         | 184 : 128 | + 056 | 07 : 05 |
| 15.  | Tunesien          | 154 : 165 | − 011 | 06 : 06 |
| 16.  | Österreich        | 141 : 173 | − 032 | 04 : 08 |
| 17.  | Kongo             | 147 : 171 | − 024 | 04 : 08 |
| 18.  | Kasachstan        | 136 : 176 | − 040 | 02 : 10 |
| 19.  | Japan             | 185 : 153 | + 032 | 06 : 06 |
| 20.  | Argentinien       | 124 : 158 | − 034 | 04 : 08 |
| 21.  | China             | 156 : 148 | + 08  | 04 : 08 |
| 22.  | Dominik. Republik | 120 : 185 | − 065 | 02 : 10 |
| 23.  | Paraguay          | 079 : 211 | − 132 | 02 : 10 |
| 24.  | Australien        | 066 : 179 | − 113 | 0 : 12  |

## Torschützinnenliste
| Rang | Name                  | Nation      | Tore | FT | 7m | T/S |
| ---- | --------------------- | ----------- | ---- | -- | -- | --- |
| 1.   | Grit Jurack           | Deutschland | 85   | 76 | 9  | 9,4 |
| 2.   | Anita Görbicz         | Ungarn      | 80   | 39 | 41 | 8,0 |
| 3.   | Marcelina Kiala       | Angola      | 72   | 70 | 2  | 7,2 |
| 4.   | Ramona Maier          | Rumänien    | 60   | 36 | 24 | 6,0 |
| 5.   | Sophie Herbrecht      | Frankreich  | 59   | 37 | 22 | 5,9 |
| 6.   | Nair Almeida          | Angola      | 57   | 57 | 0  | 5,7 |
|      | Tímea Tóth            | Ungarn      | 57   | 57 | 0  | 5,7 |
|      | Woo Sun-hee           | Südkorea    | 57   | 57 | 0  | 5,7 |
| 9.   | Ilda Bengue           | Angola      | 56   | 35 | 21 | 5,6 |
| 10.  | Marta Mangué González | Spanien     | 55   | 43 | 12 | 6,9 |

FT – Feldtore, 7m – Siebenmeter, T/S – Tore pro Spiel

## Allstar-Team
| Position               | Name                | Land        |
| ---------------------- | ------------------- | ----------- |
| Tor:                   | Valérie Nicolas     | Frankreich  |
| Linksaußen:            | Polina Wjachirewa   | Russland    |
| Rückraum links:        | Gro Hammerseng      | Norwegen    |
| Rückraum Mitte:        | Anita Görbicz       | Ungarn      |
| Rückraum rechts:       | Grit Jurack         | Deutschland |
| Rechtsaußen:           | Jana Uskowa         | Russland    |
| Kreis:                 | Ionela Gâlcă-Stanca | Rumänien    |
| Wertvollste Spielerin: | Katja Nyberg        | Norwegen    |

## Bemerkenswertes
- Die ukrainische Handballerin Oksana Sakada brach sich im Vorrundenspiel gegen Deutschland mehrere Wirbelkörper und musste die WM daraufhin vorzeitig beenden. Nach einer ersten Untersuchung hatten die Ärzte noch den Bruch von drei Lendenwirbeln und eine Querschnittslähmung für möglich gehalten.

- Der deutsche Vorrundensieg gegen Südkorea war der erste Sieg eines bundes- oder gesamtdeutschen Teams gegen dieses Land.

- Der 45:12-Sieg der deutschen Mannschaft gegen Paraguay ist der höchste Sieg einer deutschen Nationalmannschaft. Die alte Bestmarke stammt noch vom 30. November 1999, als die deutsche Auswahl während der WM in Dänemark 34:9 gegen Argentinien siegte.

- Mit Angola zog erstmals ein afrikanisches Team in die Endrunde ein.